# Urban Mayer (Geistlicher)
Urban Mayer OSB (* Mai 1575 in Altdorf, heute Weingarten (Württemberg); † 24. Oktober 1613 in Ochsenhausen) war von 1605 bis 1613 der 14. Abt der Reichsabtei Ochsenhausen im heutigen Landkreis Biberach in Oberschwaben.

## Leben
Urban Mayer wurde im Alter von 13 Jahren am 28. Oktober 1588 in den Stift aufgenommen. Am 15. August 1591 legte er die Ordensgelübde ab. Acht Jahre später am 25. Juli 1599 las er die erste Heilige Messe. Einstimmig erwählte ihn die Kongregation am 5. Oktober 1605 zum Abt. Davor bekleidete er innerhalb des Klosters die Ämter des Kellerers, Subpriors und zweimal das Amt des Priors.

### Abt
Seine erste Anordnung war, dass während der Elevation Stille herrsche. Zur Mittagszeit solle nicht die große Glocke, sondern nur die normale Gebetsglocke läuten. Er führte ein, dass alle Viertelstunde eine Glocke schlug. Für die musische Ausbildung seiner Konventualen ließ er ein Musikzimmer einrichten. Aber auch für die wissenschaftliche Ausbildung der jungen Mönche scheute er keine Kosten.
Während seiner Amtszeit wurden, wie Geisenhof 1829 vermerkt, „Todesurteile alter Frauen unterzeichnet, die für Hexen gehalten wurden“.
Am 29. April 1601 ertranken zwei Mönche, der 25 Jahre alte Arsenius Blank und der 27 Jahre alte Michael Bommel. Beide hatten erst kürzlich die Hochschule in Dillingen an der Donau absolviert. Sie sollten an diesem Tag den Klosterfischern bei der Entenjagd assistieren.

### Fruchtkasten, Markttag, Pest und Erwerbungen

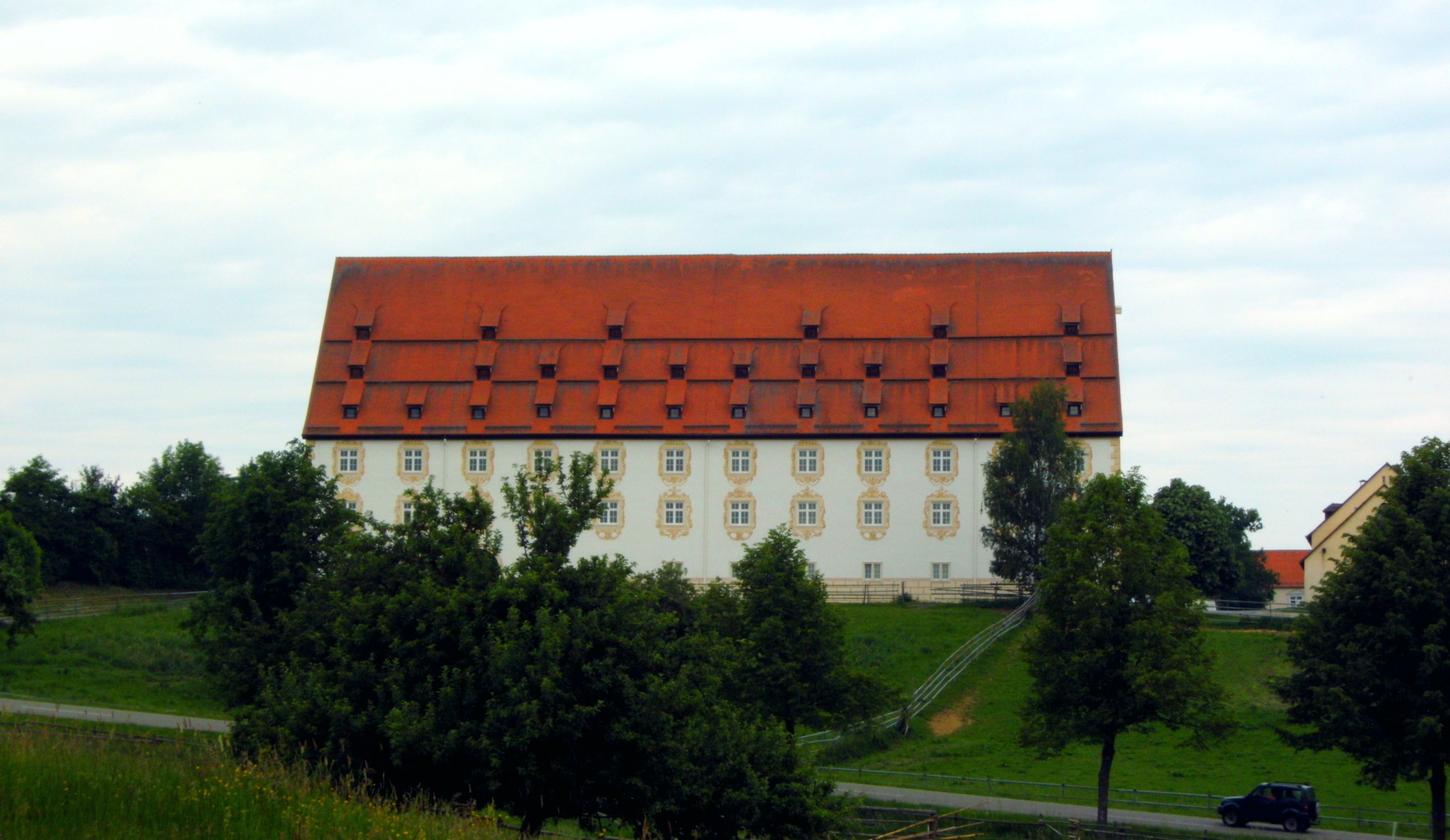
Fruchtkasten

Am 11. April 1606 legte er den Grundstein für den Fruchtkasten und im Oktober verlieh er Ochsenhausen die Erlaubnis, einen Wochenmarkt abzuhalten. Der Fruchtkasten wurde unter Abt Hieronymus an selbiger Stelle einhundert Jahre später an gleicher Stelle in wesentlich größerer Form neu erbaut. Den Bau des Pfarrhauses in Achstetten unterstützte er mit 300 Gulden. Während seiner Amtszeit errichtete das Kloster 1610 die heutige Dinkelmühle Graf in Tannheim. Im Jahre 1612 brach die Pest in der Umgebung aus. In Eichbühl hatte sich eine Familie angesteckt. Er ordnete ein fünfstündiges gemeinschaftliches Gebet am Gedenktag des Heiligen Sebastian an, worauf die Pest gebannt war. Im Jahre 1613 erwarb das Stift das Dorf Humratsried samt Einwohnern für den Kaufpreis von 29.500 Gulden.
In seiner Amtszeit entsandte das Kloster Mönche in Benediktinerklöster in Kärnten und der Steiermark, um dort die Klosterdisziplin zu festigen. Am 21. Oktober 1613 bekam der Abt ein bösartiges Fieber. Drei Tage später, am 24. Oktober 1613, starb Abt Urban Mayer im Alter von 38 Jahren und wurde in Ochsenhausen bestattet.